# Thyrsantheminae
Thyrsantheminae es una subtribu de plantas con flores de la familia Commelinaceae. El género tipo es: Thyrsanthemum Pichon. Contiene los siguientes géneros

## Géneros
- Commelinantia Tharp = Tinantia Scheidw.
- Gibasoides D. R. Hunt
- Matudanthus D. R. Hunt
- Thyrsanthemum Pichon
- Tinantia Scheidw.
- Weldenia Schult. f.